# Glyphocrangon caecescens
Glyphocrangon caecescens is een garnalensoort uit de familie van de Glyphocrangonidae. De wetenschappelijke naam van de soort is voor het eerst geldig gepubliceerd in 1891 door Wood-Mason in Wood-Mason & Alcock.